# Plataforma Unida
La Plataforma Unida (portuguès: Plataforma Unida, PU) va ser una aliança política de Guinea Bissau.

## Història
La PU es va establir en 2003 com una aliança del Partit de Convergència Democràtica, el Front Democràtic, el Front Democràtic Social, FLING i el Partit Solidaritat i Treball, i va ser dirigida per Hélder Vaz Lopes, exlíder de la Resistència de Guinea Bissau-Moviment Bafatá. Un cofundador fou la seva cosina Zinha Vaz.
L'aliança va rebre el 4,5% dels vots a les eleccions parlamentàries de 2004, però no va poder obtenir representació. El PU no va designar candidat a les eleccions presidencials de Guinea Bissau de 2005, però va recolzar al candidat Malam Bacai Sanhá del PAIGC. LA PU fou dissolta abans de les eleccions parlamentàries de 2008.